# 折口春洋
折口 春洋（おりくち はるみ、旧姓: 藤井、1907年2月28日 - 1945年3月19日）は、日本の国文学者、歌人。折口信夫の愛人、養子。國學院大學教授。最終階級は陸軍中尉。

## 経歴
1907年（明治40年）2月28日、石川県羽咋郡一ノ宮村一ノ宮寺家千五十七番地（現・羽咋市）に藤井升義の四男として生まれる。
1913年（大正2年）4月、一ノ宮小学校に入学。1919年（大正8年）4月、金沢市少将町高等小学校に転じる。長兄・次兄と共に、同村の老婦をつけて、早くから遊学させられた。1920年（大正9年）4月、石川県立金沢第一中学校（現・石川県立金沢泉丘高等学校）入学。
1925年（大正14年）4月、國學院大學予科入学。当時、予科二年生であった中村浩・藤井貞文等と共に、鳥船社を結び、教授折口信夫の指導によって、初めて新派短歌を作る。1928年（昭和3年）10月、品川区大井出石町五千五十二番地折口方へ転居。折口並びに鈴木金太郎（折口信夫の今宮中学校での教え子）の影響を受ける。1930年（昭和5年）3月、國學院大學国文科卒業。その4月、能登から、老婢宮永みか女を呼び来る。
1931年（昭和6年）1月、志願兵として、金沢の歩兵第7連隊に入り、12月退営。
1934年（昭和9年）4月、國學院大學講師となる。この頃、加・越・能地方における大演習に参加、三日三夜に渉る雨中行軍の為、肋膜を冒される。同じ頃、鈴木金太郎大阪に転勤、家族として、折口の外は、春洋並びにみか女あるのみ。7・8・9月、北軽井沢の法政大学村に療養。
1935年（昭和10年）12月、折口と共に、沖縄研究に出発。鹿児島からの船に乗る。
1936年（昭和11年）1月下旬、大刀洗陸軍飛行場に帰著。同じ頃、明治神宮青年会館出版部発行青年叢書の一巻として、謡曲口訳篇を出す。國學院大學教授となる。
1937年（昭和12年）8月、「万葉集研究東歌・大伴集読本」（学芸社）を著す。
1941年（昭和16年）6月4日のラジオ放送国民講座「日本民俗学」第5回で「祭り」と題した放送を行う。

### 出征
同年12月、召集によつて歩兵第49連隊入隊。1942年（昭和17年）5月に召集解除されるが、1943年（昭和18年）9月に再び召集を受け、地元の金沢聯隊に入る。
1944年（昭和19年）6月21日、千葉県柏に集結し、7月9日、横浜から乗船。八丈島へ向かう。途中先発船沈没のため、急に予定を変えて到着したのが硫黄島であったという。
硫黄島滞在中、分隊長を失う。ひとりは内地送還後、折口信夫に春洋の消息を伝えた矢部健治である。なお、初期は、硫黄島の屏風岩付近に配置されていたが、その後、元山部落から、春洋率いる第四小隊が摺鉢山に派遣され、摺鉢山地区の長田大尉指揮下に入り、摺鉢山地区の陣地構築に取りかかった。島で生活は厳しく、パラチフス、アミーバ病にり患した（回復している）。
7月21日、折口信夫養嗣子となる。此頃出先で、中尉任命のことがある。
1945年（昭和20年）3月19日、硫黄島方面で戦死の由、東京聯隊区司令官の名で報告があった。だが、詳細な死所及びその月日を知ることは出来ない。折口信夫は米軍上陸の2月17日を折口春洋の命日と定め、「南島忌」と名づけた。
折口信夫が建てた父子の墓は羽咋市にある。折口信夫の撰した墓碑銘「もつとも苦しき ／ たゝかひに ／ 最もくるしみ ／ 死にたる ／ むかしの陸軍中尉 ／ 折口　春洋 ／ ならびにその ／ 父　信夫の墓｣ （／は改行、引用者が挿入）が刻まれている。骨は帰ってこなかったため、遺髪と軍刀が墓には収められている。

## 家族・親族
- 兄 - 巽（眼科医）
- 養父 - 折口信夫

## 歌集
- 「鵠が音」（たずがね）、 折口信夫編纂（角川書店刊、1952年）　中公文庫で再刊（解説岡野弘彦、1978年）

1800首を収録。巻末には「島（硫黄島）の消息」と「追ひ書き」があり、硫黄島で詠んだ歌と手紙を収める。

## 研究
雑誌『民俗学』に故郷能登の民俗について書いた「くどきぶし」（3号）、「気多通信（一）」（4号）、「気多通信（二）」（5号）などがある。
『萬葉集の総合研究 第一輯』に「歌格・文法・修辞」、『日本民俗』第3号に「弱法師」という論文を書いている。
雑誌『むらさき』には短歌「卵三つ」（8巻5号）、「兵は若し」（9巻7号）、「偉いなるひと年」（9巻12号）、論文「万葉集・家持を中心に」（10巻7号）が掲載されている。
座談会方式だが、『國學院雜誌』46（2）に「神功皇后紀輪講」、『國學院雜誌』69（2）に「神功皇后紀輪読」を展開している。
米津千之の「春洋の横顔」から判明したが、『東歌、大伴集読本』という著作が1937年（昭和12年）に學藝社から出版され（北原白秋、折口信夫編）、その主任をつとめている。
論文にとどまらず、ラジオにも出演していた。石井正己の「柳田国男の放送」p.304によれば、国民講座「日本民俗学」のうち、1937年（昭和12年）6月4日の第5回放送で、春洋が「祭り」と題した放送を行っている。
また研究からは少し外れるが、改造社の『新万葉集 巻7』に22首短歌が採用されている。波多幾太郎がほめたという記録がある。